# Saleta del Alcázar de Madrid

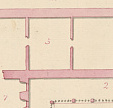
La saleta en el centro de la imagen, al oeste la sala de guardias, al este, la antecámara; al norte, la Galería del Cierzo.

La saleta era una habitación utilizada en el desaparecido Alcázar de Madrid como espacio ceremonial. 

## Historia
El origen de la estancia se encuentra en la división de la Sala Rica, de la época de los Trastámara, en dos: la sala de guardas (de mayor tamaño, al oeste) y la saleta. Esta división se produjo a finales del reinado de Felipe II.

## Descripción
Formaba parte del Cuarto del Rey, conjunto de estancias destinada al monarca español dentro de la residencia regia. Se situaba en la crujía norte del patio del Rey. Tenía al este la Sala Rica y al oeste la antecámara.
Tenían entrada hasta esta sala distintos oficiales: acroes, costilleres, varlet-servants, capitanes ordinarios, procuradores de Cortes y ciertos eclesiásticos. Las entradas a esta sala era vigiladas por los criados conocidos como Porteros de Sala.
Hacia 1625 se encontraba decorada con tapices representado historias de Escipión.

### Individuales
1. ↑  Barbeito, 1992, p. 127.
2. ↑  Barrios Pintado, 2016, p. 261.
3. ↑  Rodriguez Villa, Antonio (1875). Etiquetas de la casa de Austria. Medina y Navarro. p. 105. Consultado el 26 de mayo de 2023.
4. ↑  Jiménez, Carlos Gómez-Centurión (30 de diciembre de 1996). «Etiqueta y ceremonial palatino durante el reinado de Felipe V: El reglamento de entradas de 1709 y el acceso a la persona del rey». Hispania 56 (194): 965-1005. ISSN 1988-8368. doi:10.3989/hispania.1996.v56.i194.721. Consultado el 26 de mayo de 2023.
5. ↑  Según la descripción de Cassiano dal Pozzo, citado en Barrios Pintado, 2016, p. 262